# Crăguiș
Crăguiș – wieś w Rumunii, w okręgu Hunedoara, w gminie General Berthelot. W 2011 roku liczyła 91 mieszkańców.